# Gauthier Darrigand
Gauthier Darrigand (Dax, 5 gennaio 1982) è un ex cestista francese.

## Palmarès
- Campionato francese: 2

Pau-Orthez: 2002-03, 2003-04
- Coppa di Francia: 1

Pau-Orthez: 2003
- Semaine des As: 1

Pau-Orthez: 2003